# 野口径
野口 径（のぐち みちこ、1981年7月4日 - ）は、日本の女優。神奈川県出身。トゥフロント所属。文学座42期生。

## 出演

### テレビドラマ
- 銀狼怪奇ファイル〜二つの頭脳を持つ少年〜（1996年、日本テレビ） - 生徒 役
- 闇のパープル・アイ（1996年、テレビ朝日）
- ガラスの仮面 第2話・第3話（1997年、テレビ朝日）
- 西村京太郎サスペンス 十津川警部シリーズ 生命〜ベールに包まれた誕生の秘密〜（2008年、TBS）
- 仮面ライダーディケイド（2009年、テレビ朝日）
- 臨場 第2話（2009年、テレビ朝日）
- 新・警視庁捜査一課9係 第4シリーズ（2009年、テレビ朝日）
- 萬屋長兵衛の隅田川事件ファイル 2（2010年、TBS） - 仲居 役
- 刑事の証明 3（2012年、テレビ東京/BSジャパン）
- 家裁調査官・山ノ坊晃（2016年、テレビ朝日）
- 事件 18（2017年、テレビ朝日） - 川波比奈子 役
- The Benza （2019年、Amazon Prime Video） - Noguchi/Za 役
- Benza English （2020年、Amazon Prime Video） - Noguchi/Za 役

### テレビ番組
- こだわりナビ（2017年4月 - 、テレビ朝日） - レギュラー出演

### 映画
- 劇場版 仮面ライダーキバ 魔界城の王（2008年）
- インスタント沼（2009年） - ハナメの母親（若い頃） 役
- The Benza（2018年） - 通りがかりの女性 役